# SN 2006kt
SN 2006kt – supernowa typu Ia odkryta 12 października 2006 roku w galaktyce A213550-0103. W momencie odkrycia miała maksymalną jasność 21,50m.